# خز أوروبي
الخَزّ الأوروبي، أو ببساطة الخَزّ (الاسم العلمي:Martes martes)، هو نوع من الثدييات يتبع جنس الخز من فصيلة العرسيات ، موطن الحيوان الأصلي هو شمال أوروبا .